# Бандар ас-Салама
Бандар ас-Салама (араб. بندر السلامه; нар. 28 жовтня 2002, Кувейт) — кувейтський футболіст, який грає на позиції півзахисника в клубі «Аль-Арабі» та національній збірній Кувейту.

## Клубна кар'єра
Бандар ас-Салама розпочав виступи на футбольних полях у 2019 році в складі клубу «Аль-Арабі», в якому грає протягом усієї своєї кар'єри гравця. У складі клубу в сезоні 2020—2021 років став чемпіоном Кувейту, а в 2021 році став у його складі володарем Суперкубка Кувейту.

## Виступи за збірну
У 2021 році Бандар ас-Салама дебютував у складі національної збірної Кувейту. У складі олімпійського варіанту збірної у 2022 році футболіст брав участь у футбольному турнірі Азійських ігор. У складі збірної на початок 2024 року провів 10 матчів, у яких забитими м'ячами не відзначився.